# Mitzach
Mitzach település Franciaországban, Haut-Rhin megyében. Lakosainak száma 377 fő (2022. január 1.). Mitzach Ranspach, Husseren-Wesserling, Mollau, Moosch, Malmerspach, Saint-Amarin és Rimbach-près-Masevaux községekkel határos.

## Népesség
A település népességének változása:
| Lakosok száma | 418  | 409  | 407  | 390  | 389  | 386  | 384  | 381  | 377  |
|               | 2013 | 2015 | 2016 | 2017 | 2018 | 2019 | 2020 | 2021 | 2022 |